# La sfida
La sfida is een Italiaanse dramafilm uit 1958 onder regie van Francesco Rosi.

## Verhaal
Een jonge, ambitieuze Napolitaan gehoorzaamt niet aan de bevelen van een maffiabaas en begint voor zichzelf. Hij merkt al spoedig dat het levensgevaarlijk is om de maffia uit te dagen.

## Rolverdeling
| Acteur                | Personage          |
| --------------------- | ------------------ |
| Rosanna Schiaffino    | Assunta            |
| José Suárez           | Vito Polara        |
| Nino Vingelli         | Gennaro            |
| José Jaspe            | Raffaele           |
| Tino Castigliano      | Moeder van Vito    |
| Decimo Cristiani      | Salvatore Ajello   |
| Elsa Valentino Ascoli | Moeder van Assunta |
| Pasquale Cennamo      | Fernando Ajello    |